# Pancerniki typu Lion
Pancerniki typu Lion – projekt pancerników będących rozwinięciem brytyjskiego typu King George V. W zamierzeniach miały one zastąpić przestarzałe okręty typu Revenge zbudowane w czasach I wojny światowej. Stary typ był budowany, gdy ekonomicznie państwo było słabsze, co wpłynęło na projekt – pancerniki były wolne, osiągały tylko 21 węzłów, i nie mogły być już efektywnie ulepszane.
Według projektu okręty typu Lion miały mieć wyporność standardową 40 000 ton i mieć na uzbrojeniu dziewięć dział kal. 406 mm w trzech trójdziałowych wieżach, które miały być podobne do dział zamontowanych na pancernikach typu Nelson z 1925 roku (ale zarówno działa jak i wieże miały być nowszych projektów. Nietypowy wybór dział 14 calowych i mieszanych wież podwójnych i poczwórnych dla pancerników typu King George V był spowodowany koniecznością zgodności z traktatem londyńskim i redukcji odporności pancerza. Uzbrojenie pomocnicze byłoby takie same jak w okrętach KGV, szesnaście dział kalibru 133 mm. Pancerniki typu Lion byłyby brytyjskim ekwiwalentem amerykańskich pancerników typu Iowa, gdyż oba typy były projektowane bez restrykcji traktatu londyńskiego (traktat sprawił, że typ King George V był odpowiednikiem amerykańskiego typu North Carolina).
Drugi traktat londyński teoretycznie ograniczał budowę dużych okrętów przez USA, Francję i Wielką Brytanię do jednostek o wyporności maksymalnej 35 000 ton i uzbrojeniu składającym się z dział 14 calowych, ale „klauzula eskalacji” pozwalała ominąć te limity, aby dorównać innym marynarkom, jeżeli to one przekroczyły te limity – a tak się stało.

## Budowa
Planowano budowę czterech okrętów i rozpoczęto pierwszych dwóch („Lion” i „Temeraire”), których stępki zostały położone w połowie 1939 roku. Po wybuchu II wojny światowej zakwestionowano przydatność pancerników typu Lion. Po ponownym rozważeniu budowy prace na dwóch okrętach wstrzymano w październiku 1940 roku, aby umożliwić przemysłowi stoczniowemu skupienie się na innych ważnych okrętach takich jak okręty eskortowe. Dwa częściowo ukończone kadłuby złomowano w latach 1942–1943.
Poważnie rozważano wznowienie budowy przynajmniej jednego pancernika typu Lion według nowego projektu natychmiast po II wojnie światowej. Jednak rozważania te porzucono ze względu na powojenną sytuację finansową Wielkiej Brytanii i dojście do wniosku, że jeżeli okręty miałyby mieć odpowiednie zabezpieczenie przed atakami z powietrza, pancerz pokładowy, jaki musiałyby mieć byłby nadmiernie ciężki. Z tego powodu jedynym pancernikiem ukończonym po II wojnie światowej był HMS „Vanguard”.

## Okręty
Planowano budowę czterech okrętów:
- „Lion” – stocznia Vickers-Armstrong, data położenia stępki 4 lipca 1939
- „Temeraire” – stocznia Cammell Laird(inne języki), data położenia stępki 1 czerwca 1939
- „Conqueror” – stocznia John Brown & Company
- „Thunderer” – stocznia Fairfield